# Нью-Марльборо (Массачусетс)
Нью-Марльборо (англ. New Marlborough) — місто (англ. town) в США, в окрузі Беркшир штату Массачусетс. Населення — 1528 осіб (2020).

## Демографія
Згідно з переписом 2010 року, у місті мешкало 1509 осіб у 630 домогосподарствах у складі 428 родин. Було 1039 помешкань
Расовий склад населення:
| - 96,6 % — білих - 1,5 % — чорних або афроамериканців - 0,8 % — азіатів - 0,1 % — корінних американців |

До двох чи більше рас належало 0,8 %. Частка іспаномовних становила 1,8 % від усіх жителів.
За віковим діапазоном населення розподілялося таким чином: 20,1 % — особи молодші 18 років, 60,0 % — особи у віці 18—64 років, 19,9 % — особи у віці 65 років та старші. Медіана віку мешканця становила 48,9 року. На 100 осіб жіночої статі у місті припадало 102,8 чоловіків;  на 100 жінок у віці від 18 років та старших — 100,3 чоловіків також старших 18 років.
Середній дохід на одне домашнє господарство  становив 100 830 доларів США (медіана — 73 750), а середній дохід на одну сім'ю — 116 973 долари (медіана — 88 125). Медіана доходів становила 53 162 долари для чоловіків та 61 250 доларів для жінок. За межею бідності перебувало 4,5 % осіб, у тому числі 1,8 % дітей у віці до 18 років та 3,5 % осіб у віці 65 років та старших.
Цивільне працевлаштоване населення становило 664 особи. Основні галузі зайнятості: освіта, охорона здоров'я та соціальна допомога — 22,7 %, науковці, спеціалісти, менеджери — 16,7 %, будівництво — 9,3 %, фінанси, страхування та нерухомість — 9,0 %.